# Health Impact Assessment
Für den englischen Begriff Health Impact Assessment (HIA) gibt es im Deutschen unterschiedliche Übersetzungen, darunter: ‚gesundheitliche Folgenabschätzung‘, ‚gesundheitliche Wirkungsbilanz‘ oder ‚gesundheitliche Verträglichkeitsprüfung‘ (GVP). Bisher hat sich keiner dieser Begriffe allgemein durchgesetzt. HIA ist eine Kombination aus Verfahren, Methoden und Werkzeugen zur Vorhersage und Einschätzung von positiven und negativen gesundheitlichen Folgen auf betroffene Bevölkerungsgruppen, die durch Vorhaben unterschiedlichster Art entstehen können.
Das Ziel von HIA ist es, Entscheidungsprozesse so zu beeinflussen, dass die Gesundheit der Bevölkerung gefördert und Erkrankungsrisiken gemindert werden.
Da sich einige der international gebräuchlichen Begriffe für HIA nur schwer übersetzen lassen, werden bei HIA vorwiegend englische Begriffe verwendet.

## Definition und Ziele von HIA
Es existieren zahlreiche Definitionen für HIA. Eine oft genutzte Definition ist die des Göteborg-Konsenspapiers der Weltgesundheitsorganisation (WHO):

„Health Impact Assessment ist eine Kombination von Prozeduren, Methoden und Werkzeugen. Mit diesen lassen sich die Auswirkungen von Strategien, Programmen oder Projekten auf die Gesundheit einer Bevölkerung und deren Verteilung in der Bevölkerung abschätzen.“

Basis für HIA ist ein ganzheitliches Verständnis von Gesundheit, das sich am Konzept der Gesundheitsdeterminanten orientiert. Demnach haben nahezu alle politischen Entscheidungen Einfluss auf die Gesundheit. Der Einfluss kann dabei direkt oder indirekt erfolgen:
- Direkt, indem eine Entscheidung die Gesundheit der Bevölkerung direkt beeinflusst. So kann der Bau eines Flughafens die Geräuschbelastung erhöhen und somit auch die Wahrscheinlichkeit für mit Lärm verbundene Erkrankungen.
- Indirekt, indem eine Maßnahme die Determinanten von Gesundheit beeinflusst und diese sich wiederum auf die Gesundheit der betroffenen Bevölkerung auswirken. So kann die Entscheidung Biokraftstoffe zu subventionieren dazu führen, dass Anbauflächen nicht mehr für Lebensmittel genutzt werden können und so die Gesundheit der Menschen durch Unterernährung negativ beeinflusst wird.

Damit die relevanten Gesundheitsdeterminanten berücksichtigt werden, wird ein HIA von einer interdisziplinären Gruppe entwickelt und durchgeführt.
Ein HIA sollte im Idealfall folgende Ziele erreichen:
1. Die Gesundheitsfolgen verschiedener Handlungsoptionen voraussagen, bevor sie implementiert werden. Dabei werden Schwere und Wahrscheinlichkeit von positiven und negativen Gesundheitsfolgen abgeschätzt.[4] Es wird untersucht, ob es sich um direkte oder indirekte Auswirkungen handelt und wie sich diese verteilen (z. B. innerhalb von Bevölkerungsgruppen und/oder Regionen). Es werden außerdem Maßnahmen zur Schadensminderung oder Maßnahmen zur Verstärkung positiver Auswirkungen empfohlen.
2. Entscheidungsträger sollen über diese Ergebnisse zeitnah und verständlich informiert werden, so dass sie die Informationen bei der Entscheidungsfindung berücksichtigen können.[5] Neben diesem vorausschauenden (prospektiven) Vorgehen, kann HIA auch begleitend zu einem Vorhaben oder rückblickend (retrospektiv) erfolgen.
3. HIA soll auf diese Weise die Entscheidungsfindung bei Strategien, Programmen, oder Projekten in allen Bereichen so beeinflussen, dass die Gesundheit der Bevölkerung verbessert oder zumindest nicht geschädigt wird.[5] Dadurch soll Zusammenarbeit zwischen unterschiedlichen Politikbereichen mit dem Ziel der Gesundheitsförderung verbessert und Entscheidungsträger für das Thema Gesundheit sensibilisiert werden.[6][1]
4. Die von einer Strategie, einem Programm, oder einem Projekt betroffene Bevölkerung soll an dem Entscheidungsprozess und der Entscheidungsfindung beteiligt werden.[1]

## Die Phasen eines HIA
Ein HIA durchläuft verschiedene Entwicklungsphasen. In der Praxis von HIA variiert die Zahl und die konkrete Ausgestaltung der Phasen. In der Regel wird zwischen folgenden sechs Phasen unterschieden:

### Screening
In dieser Phase wird untersucht, ob ein HIA zur Beurteilung einer Entscheidung notwendig ist. Die Entscheidung für einen HIA hängt hauptsächlich vom politischen Kontext und von den vorhandenen Ressourcen ab. Es ist z. B. wahrscheinlicher, dass bei umstrittenen Maßnahmen (z. B. Erweiterung eines Flughafens) ein HIA durchgeführt wird.
Screening besteht aus folgenden Schritten:
- Zusammenstellen von Hintergrundinformationen (Basisinformationen über die geplante Maßnahme und zur betroffenen Bevölkerung)
- Festlegen, welches Screeninginstrument geeignet ist.
- Durchführung eines Screening Treffens mit relevanten Entscheidungsträgern.
- Entscheidung für oder gegen ein HIA.

### Scoping (Festlegen der Rahmenbedingungen)
In der Scopingphase werden die wesentlichen Rahmenbedingungen für das HIA festgelegt (z. B. Ressourcen, Zuständigkeiten und Umfang des HIA). Soping ist deshalb eine der wichtigsten Phasen des HIA-Prozesses.
Scoping besteht aus folgenden Schritten:
- Einberufung eines Steuerungskomitees
- Festlegen des Umfangs für das HIA
- Sicherstellen der Ressourcen die zur Durchführung des HIA nötig sind
- Erstellen eines Projektplans (Zeitplan und Zuständigkeiten)
- Bestimmen, welche Daten für das HIA genutzt werden sollen

### Bilanzierung der Gesundheitsfolgen
Die Bilanzierungsphase (auch Assessmentphase) ist die Hauptphase eines HIA, da hier die wesentlichen Gesundheitsfolgen, gemäß den Vorgaben der Scoping Phase, untersucht und beurteilt werden.
Die Phase lässt sich nochmals in Unterphasen einteilen:
- Genaue Analyse des geplanten Vorhabens um ein grundlegendes Verständnis über das Vorhaben sicherzustellen.
- Erstellung eines Bevölkerungsprofils auf Basis verfügbarer Informationen. Dazu gehören allgemeine Informationen über die Bevölkerung (z. B. Bevölkerungsgröße, Altersstruktur), Informationen über den Gesundheitsstatus (z. B. Sterblichkeit, Lebensqualität) und über Gesundheitsdeterminanten (z. B. Wohnbedingungen, Luftqualität oder Zugang zu Gesundheitsleistungen)
- Sammeln von qualitativen und quantitativen Daten. Hierbei werden bereits vorhandene Daten genutzt oder neue Daten, zumeist qualitativ, erhoben. Es können auch vorhandene quantitative Daten zur mathematischen Modellierung genutzt werden. Eine eigene Erhebung von quantitativen Daten ist nicht praktikabel, da sie sehr ressourcenintensiv ist.
- Im letzten Schritt findet eine Abschätzung der Gesundheitsfolgen und deren Bewertung statt. Die potentiellen Gesundheitsfolgen werden auf Basis der zuvor gesammelten Daten genau charakterisiert (z. B. betroffene Gesundheitsdeterminanten, positive oder negative Wirkung, Größe der Veränderung, Wahrscheinlichkeit des Eintretens der Gesundheitsfolgen und Dauer der Folgewirkungen).

### Empfehlungen entwickeln und schreiben des HIA-Berichtes
In dieser Phase werden die Ergebnisse der Bilanzierungsphase zusammengefasst und Handlungsempfehlungen zum Umgang mit den Gesundheitsfolgen entwickelt. Die Handlungsempfehlungen sind darauf ausgerichtet negative Gesundheitsfolgen zu minimieren oder positive Folgen zu verstärken. Es können Empfehlungen zum Monitoring der Gesundheitsfolgen gemacht werden. Der verfasste Bericht muss in geeigneter Form und rechtzeitig, das heißt vor der abschließenden Entscheidung über eine Maßnahme, an die Entscheidungsträger weitergeleitet werden.

### Beschlussfassung
Die Phase der Beschlussfassung fällt in die Zuständigkeit der Entscheidungsträger. Ein guter HIA-Bericht kann in dieser Phase die Entscheidungsträger unterstützen und ihnen Handlungsoptionen aufzeigen.

### Evaluation des HIA und Monitoring der Gesundheitsfolgen
In dieser Phase wird der HIA-Prozess evaluiert, um so aus Erfolgen und Fehlern für zukünftige HIAs zu lernen. Die Gesundheitsfolgen, die durch die beschlossene Maßnahme entstehen, sollten überwacht werden, um gegebenenfalls Gegenmaßnahmen treffen zu können.

## HIA Formen
Je nach vorhandenen Ressourcen, dem Planungskontext und des Zeitrahmens muss in der Scoping Phase entschieden werden, wie ausführlich ein HIA sein soll. Meist wird zwischen drei Hauptformen von HIA unterschieden, jedoch existieren auch Zwischenformen.
Ein Schreibtisch HIA ist eine kurze Untersuchung der Gesundheitsfolgen eines Vorhabens. Es wird bereits vorhandenes Wissen, z. B. aus anderen HIAs genutzt. Die Bearbeitungszeit beträgt in der Regel wenige Tage bis Wochen und wird meist von einer Person durchgeführt.
Umfassender ist der standard oder intermediäre HIA. Die Untersuchung möglicher Gesundheitsfolgen ist umfangreicher. Vorhandene Evidenz wird eingehend untersucht und es werden Experten und Betroffene in den HIA-Prozess einbezogen.
Bei dem umfassenden HIA handelt es sich um eine intensive Untersuchung möglicher Gesundheitsfolgen über einen langen Zeitraum (z. B. 6–12 Monate). Zusätzlich zu den Untersuchungen, die in einem standard HIA durchgeführt werden, können durch Umfragen und Messungen auch neue Informationen gesammelt werden (z. B. durch Umfragen und Messungen). Mit dem Umfang eines HIA nimmt der Ressourcenverbrauch, aber in aller Regel auch die Qualität der Ergebnisse zu.

## Ethische Werte von HIA und deren Umsetzung
Ein HIA-Bericht soll dem Göteborg-Konsenspapier der WHO zufolge vier ethische Grundprinzipien berücksichtigen: Ethischer Nutzen von Evidenz, Nachhaltigkeit, Partizipation und Gerechtigkeit. Erfahrungen aus durchgeführten HIA zeigen, dass die Umsetzung dieser Prinzipien nicht einfach ist.

### Ethischer Nutzen von Evidenz
Die Voraussagen, die in einem HIA getroffen werden basieren auf kausalen Modellen. Dabei werden für jede Handlungsoption die in einem HIA untersucht wird, Voraussagen getroffen, wie stark und in welche Richtung (gesundheitsfördernd vs. gesundheitsschädlich) und über welche Zwischenschritte Gesundheit beeinflusst wird. Basis für diese Voraussagen ist die verfügbare Evidenz, die für einen HIA-Bericht in der Bilanzierungsphase zusammengetragen und ausgewertet werden muss.
Ein HIA-Bericht bezieht die verfügbare Evidenz in der Regel aus folgenden Quellen:
- Publizierte wissenschaftliche Erkenntnisse (z. B. Artikel in wissenschaftlichen Magazinen, Übersichtsarbeiten oder graue Literatur)
- Lokal vorhandene Daten (z. B. statistische Daten über die interessierende Bevölkerung)
- Informationen von beteiligten Personen (z. B. aus Workshops mit Betroffenen Gruppen und Entscheidungsträgern, Interviews usw.)

Ethische Nutzung von Evidenz bedeutet in diesem Zusammenhang, dass die genutzten Informationsquellen möglichst dem höchsten wissenschaftlichen Standard entsprechen. Es sollten klare Kriterien formuliert und genutzt werden, um die vorhandenen Informationen auszuwählen und zu bewerten. Alle vorhandenen Informationen sollten berücksichtigt werden, selbst wenn sie widersprüchlich sind.
Die Umsetzung dieses Prinzips ist in der Praxis mit folgenden Problemen verbunden:
- Die zu bewertenden politischen Beschlüsse, Programme oder Projekte sind oft sehr komplexe Interventionen, die vielfältige Auswirkungen auf Gesundheitsdeterminanten haben können.
- Oft mangelt es an wissenschaftlichen Erkenntnissen über den Zusammenhang zwischen Interventionen, den möglichen Einflüssen auf Gesundheitsdeterminanten und den daraus resultierenden Gesundheitsfolgen.
- Viele Interessengruppen mit unterschiedlichen Zielen sind an einem HIA beteiligt. Befürworter eines Projekts werden mit Informationen, die negative Gesundheitsfolgen des Projekts aufzeigen, anders umgehen als dessen Gegner.
- HIA muss in Entscheidungsprozesse passen, für einen HIA sind dadurch oft sehr wenig zeitliche, finanzielle und personelle Ressourcen vorhanden.[9]
- Entscheidungsträger verlangen nach belegbaren, schlüssigen Informationen, auch wenn kaum Informationen vorhanden sind.[12]

### Nachhaltigkeit
Unter Nachhaltigkeit versteht das Göteborg-Konsenspapier der WHO, dass kurzfristige und langfristige Effekts sowie direkte und indirekte Effekte von Maßnahme in einem HIA untersucht werden sollen. Derart umfangreiche Berichte sind selten. Die Ursache ist einerseits das mangelnde Wissen über langfristige und indirekte Effekte verschiedener Faktoren auf die Gesundheit und Gesundheitsdeterminanten. Andererseits sind HIA-Berichte, die viele Effekte langfristig untersuchen extrem ressourcenintensiv (zeitlich, personell und finanziell).

### Partizipation
Im Sinne der WHO sollen HIA betroffene Interessengruppen in den HIA-Prozess bei der Formulierung, Implementierung und Evaluation von Maßnahmen mit einbeziehen.
Eine Partizipation von Interessengruppen kann für den HIA-Prozess Vorteile bringen:
- Die Teilhabe an der Entscheidungsfindung verbessert die Transparenz des Entscheidungsprozesses.
- Relevantes Wissen der Beteiligten kann für HIA nutzbar gemacht werden.
- Die Partizipation kann beteiligte Interessengruppen für Gesundheitsprobleme sensibilisieren, zur Lösung dieser Probleme anregen und dadurch soziales lernen ermöglichen.
- Der Beteiligungsprozess kann dabei helfen Konflikte zwischen Interessengruppen zu entschärfen.

Partizipation ist jedoch nicht einfach umzusetzen. Transparenz ist vor allem zu Planungsbeginn nicht immer gewünscht und schwer zu realisieren, da zuerst Handlungsmöglichkeiten unabhängig diskutiert werden müssen, bevor Planungen an die Öffentlichkeit gelangen. Zudem ist eine vollständige Beteiligung aller Interessengruppen bei begrenzten zeitlichen, personellen und finanziellen Ressourcen kaum möglich.
In der Praxis von HIA wird Partizipation vor allem bei der Bewertung von Projekten auf lokaler Ebene genutzt. Dabei werden am häufigsten die Ergebnisse eines HIA der Bevölkerung zugänglich gemacht oder die Meinung von Betroffenen und Experten fließt in die Erstellung des HIA-Berichtes ein. Eine Beteiligung an der Entscheidung, für oder gegen eine Maßnahme, findet in der Regel nicht statt.

### Gerechtigkeit
Gerechtigkeit bedeutet bei HIA, dass nicht nur Kennzahlen präsentiert werden. Vielmehr soll die Verteilung von Gesundheitsfolgen in der Bevölkerung nach Geschlecht, Alter, ethnischen Hintergrund und sozioökonomischem Status erfolgen. HIA kann zur Gerechtigkeit beitragen, indem diejenigen Personen, die negative und positive Gesundheitsfolgen erfahren, identifiziert und Empfehlungen gemacht werden, wie sich diese Gesundheitsfolgen gleichmäßig in der Bevölkerung verteilen lassen. Eine detaillierte Analyse der Gesundheitsfolgen im Hinblick auf spezifische Bevölkerungsgruppen kann sehr ressourcenintensiv und anspruchsvoll sein, zudem sind nicht immer geeignete Daten nicht immer vorhanden. Derartige Analysen finden sich in HIA-Berichten deshalb eher selten.

## Modellierung und Kennzahlen in einem HIA
Derzeit bedient sich HIA aufgrund der mangelnden Evidenzbasis eher qualitativer Methoden. Jedoch werden auch zunehmend quantitative Methoden und in diesen Zusammenhang auch Kennzahlen verwendet.
Quantitative Analysen können bei HIA beschreibenden oder voraussagenden Charakter haben. Zur Voraussage von Gesundheitsfolgen auf unterschiedliche Bevölkerungsgruppen lassen sich Modelle entwickeln. Grundlage für die Modelle sind Annahmen, über kausale Wirkungsketten zwischen Intervention und resultierenden Gesundheitsfolgen. Als Ergebnis eines Modells können verschiedene Maßzahlen berechnet werden. Diese können Umfang und Wahrscheinlichkeit positiver und negativer Gesundheitsfolgen abschätzen.
Im Rahmen derartiger Modelle können Kennzahlen (wie QALY oder DALY)berechnet werden. Kennzahlen eignen sich, da durch Maßnahmen oft viele Gesundheitsdeterminanten betroffen sind und die daraus resultierenden Gesundheitseffekte verglichen werden müssen. Kennzahlen fassen Gesundheitsgewinne- und Verluste als eine Maßzahl zusammen. Es können dabei Morbiditäts- und Mortalitätsoutcomes berücksichtigt werden. Kennzahlen ermöglichen so die direkte Vergleichbarkeit der Auswirkungen verschiedener Risikofaktoren. Sie lassen sich außerdem mit ökonomischen Werten verknüpfen. Wodurch monetären Kosten und Gewinne sich ebenfalls direkt vergleichen lassen. Aufgrund dieser einfachen Vergleichbarkeit sind derartige Kennzahlen bei Entscheidungsträgern, sehr beliebt.
Jedoch besteht bei Kennzahlen sowie bei Ergebnissen von Modellen, die Gefahr, dass die komplexen Zusammenhänge, die sich hinter den Berechnungen verbergen, vernachlässigt werden. Zudem lassen sich nicht alle Auswirkungen auf Gesundheitsdeterminanten quantifizieren, da es an wissenschaftlichen Erkenntnissen mangelt. Deshalb muss die Variabilität der Ergebnisse und die Methode, die hinter der Berechnung steht aufgezeigt und den Entscheidungsträgern angemessen vermittelt werden.
Es existieren viele potentielle Folgen einer Maßnahme oder Entscheidung, die nicht quantifiziert werden können, aus Mangel an Ressourcen, wissenschaftlicher Evidenz oder weil sie sich mittels quantitativer Verfahren nicht erheben lassen. Diese Informationen können jedoch für eine HIA sehr wichtig sein.
Deshalb sollten sowohl quantitative als auch qualitative Verfahren gleichberechtigt eingesetzt werden.

## Die Entwicklung von HIA
Der Beginn von Health Impact Assessment in seiner heutigen Form lag in der Mitte der 1980er Jahre. Hier entstanden in verschiedenen Ländern die ersten politischen Forderungen nach der Berücksichtigung von Gesundheitsfolgen bei der Entwicklung von Politiken, Programmen, Planungen und Projekten. 1996 wurde der Artikel Health Impact Assessment: an idea whose time has come im British Medical Journal von Scott-Samuel A. veröffentlicht, indem das erste Mal von Health Impact Assessment (HIA) in der aktuellen Form die Rede war. 1999 wird das Konsenspapier von Göteborg verfasst, in dem die heutige Definition von Health Impact Assessment formuliert wurde. Daraufhin begannen die World Health Organisation Europe (WHO) und andere Organisationen, die Entwicklung von HIA zu fördern. In der Agenda 21 der UNCED, den WHO-Programmen „Gesundheit für alle“ (HFA) und „Gesundheit 21“ und den nationalen Programmen „Umwelt und Gesundheit“ (NEHAPs) wird die Umsetzung von HIA in der Politik gefordert. Die Bewertung von gesundheitlichen Auswirkungen, die durch Maßnahmen entstehen können, soll in der Gesetzgebung verankert und in die Praxis umgesetzt werden. In dem Vertrag von Amsterdam, Kapitel 152 (1999) wird Gesundheit in der Europäischen Union als Schwerpunkt der europäischen Integration neu festgelegt. Hiernach ist bei der Festlegung und Umsetzung von gemeinschaftlichen Politiken, Programmen, Planungen und Projekten für den Gesundheitsschutz ein hohes Niveau zu gewährleisten.

## Umsetzung von HIA in Deutschland
In Deutschland werden HIA-Elemente seit den 1980er Jahren vor allem über Umweltverträglichkeitsprüfungen (UVP) (Environmental Impact Assessment, EIA) eingeführt. 1990 wird der Gesundheitsaspekt im Gesetz über die Umweltverträglichkeitsprüfung (UVPG) im § 2 verpflichtend. Der Mensch steht dort als Schutzgut an erster Stelle. In der Umsetzung wurde und wird der gesundheitliche Aspekt bei der UVP häufig nur unzureichend erfasst. In einigen Bundesländern, z. B. Nordrhein-Westfalen und Hamburg, wurde auf regionaler Ebene damit begonnen, HIAs durchzuführen, wenn eine Maßnahme Auswirkungen auf die Gesundheit der betroffenen Bevölkerungsgruppen haben kann.

## Internationale Umsetzung von HIA
Die generelle Umsetzung von HIA hat Ende der 1990er Jahre begonnen. Die Hauptinitiatoren waren vor allem die WHO und die UN. Mit der Forderung nach einer stärkeren Berücksichtigung von Gesundheit bei der Durchführung von Politiken, Projekten, Programmen und Planungen hat sich HIA in den verschiedenen Ländern etabliert. So wird in Europa, Nordamerika, Australien und Neuseeland heute HIA mehr oder weniger regelmäßig in der Politik auf lokaler, regionaler und überregionaler Ebene eingesetzt. In vielen Ländern ist HIA zu einer Routinemaßnahme bei großen Projekten geworden. Auch in den weniger entwickelten Ländern wird HIA zur Risikofolgenabschätzung immer häufiger eingesetzt, vor allem zur Verringerung von Infektionskrankheiten wie z. B. Malaria und Tuberkulose.

### Umsetzung in Großbritannien
In Großbritannien wurden z. B. beim Bau von Flughäfen sowie bei verschiedensten Entwicklungsmaßnahmen innerhalb und außerhalb des Gesundheitssektors HIAs durchgeführt. Die British Medical Association veröffentlichte 1995 Richtlinien zur Durchführung von HIA, wobei HIA und Environmental Impact Assessment miteinander verbunden werden. 1998 hat die britische Regierung im Green Paper: „Our healthier nation: a contract for the nation“ HIA als Schlüsselpolitik festgehalten. Dieser Beschluss wurde 1999 im White Paper: „Saving lives our healthier nation“ erneuert. 1998 erfolgt die erste Health Impact Assessment Konferenz in Liverpool. Schottland und Wales entwickelten seit 1998 eigene HIA Politiken und veröffentlichten ihre eigenen Richtlinien zur Durchführung von HIAs. Nord Irland begann 1997 mit der Einführung von HIA.

### Umsetzung in den Niederlanden
In den Niederlanden wurden bei verschiedenen Großprojekten wie z. B. die Erweiterung des Flughafens Schiphol bei Amsterdam eine Kombination aus HIA und Environmental Impact Assessment durchgeführt.

### Umsetzung in Schweden
Die schwedische Regierung unternahm 1995 einen Vorstoß zur Umsetzung von Health Impact Assessment in der Politik. Gesundheitsrelevante Themen wurden auf die politische Agenda gesetzt, um soziale und gesundheitliche Ungleichheit zu reduzieren. 1998 wurde auf politischer Ebene HIA eingeführt.

### Umsetzung in Australien und Neuseeland
In Australien und Neuseeland wird HIA seit langer Zeit auf allen politischen Ebenen der nationalen, der regionalen und der lokalen, umgesetzt. HIA wird hier als ein Teil vom Environmental Impact Assessment (EIA) eingesetzt und es werden die potenziellen Auswirkungen von chemischen und biologischen Stoffen oder physischen und sozialen Einflüssen auf die betroffene Bevölkerungsgruppen unter den neuen Bedingungen in einer bestimmten Zeit untersucht. Die Einführung von HIA in Neuseeland wurde 1991 von öffentlicher Stelle gefordert, 1995 wurden eine Leitlinien für Health Impact Assessment veröffentlicht.

### Umsetzung in den Entwicklungsländern
In den weniger entwickelten Ländern hat sich die Durchführung von HIA durch die United African Harare Declaration durchgesetzt. HIA wird zur Erfassung und Risikoabschätzung von Infektions-, Vektorassoziierte und chronischen Erkrankungen und zur Erfassung der Wasser- und Sanitärversorgung eingesetzt.

## Andere Arten der Folgenabschätzung
Die integrierte Folgenabschätzung ist eine Kombination unterschiedlicher Impact Assessments zur Beurteilung von Maßnahmen. Es wird versucht, die Schwerpunkte der verschiedenen Impact Assessments miteinander zu verbinden. Die strategische Umweltprüfung (SUP) hat viele Eigenschaften einer integrierten Folgenabschätzung. Häufig werden Social Impact Assessment, Environmental Impact Assessment und bzw. oder Gender Impact Assessment miteinander kombiniert, so dass die daraus resultierenden Handlungsempfehlungen nach Möglichkeit die Bedürfnisse aller involvierten Bevölkerungsgruppen widerspiegeln.
In Deutschland ist Health Technology Assessment (HTA) bekannter als HIA. HTA soll ebenso wie HIA die kurz- und langfristige Wirkung einer Maßnahme, auf wissenschaftlicher Grundlage und mittels wissenschaftlicher Methoden, interdisziplinär bewerten. Der wesentliche Unterschied ist, dass HTA sich auf die Bewertung von Technologien im Rahmen der Gesundheitspolitik beschränkt. HIA beschäftigt sich hingegen auch mit der Wirkung von Maßnahmen außerhalb der Gesundheitspolitik.